# Wilhelm Kellermann (Fußballspieler)
Wilhelm „Willi“ Kellermann (* 22. März 1936; † 22. Februar 2009 in Herne) war ein deutscher Fußballspieler. Von 1956 bis 1963 hat er in der damals erstklassigen Fußball-Oberliga West als Verteidiger im WM-System bei Westfalia Herne 180 Ligaspiele absolviert. In der Saison 1958/59 gewann er mit Herne die Westdeutsche Meisterschaft.

## Laufbahn
Der 1956 von SV Constantin Herne zu den Blau-Weißen von SC Westfalia gekommene Abwehrspieler entwickelte sich in den nächsten Jahren zu einem kampfstarken und einsatzfreudigen Verteidiger, welcher zu den Erfolgsgaranten der Jahre 1959 und 1960 gehörte. Das Oberligadebüt von Kellermann fand am fünften Spieltag der Saison 1956/57, am 16. September 1956, bei einem 3:0-Heimerfolg gegen den VfL Bochum statt. Er bildete dabei vor Torhüter Hans Tilkowski mit Ehrenfried Wydra das Verteidigerpaar des Gastgebers. Der Linksfuß hatte dabei die vorherige Rolle von Alfons Nowak eingenommen. Mit 25 Ligaeinsätzen eroberte er sich auf Anhieb einen Stammplatz in der Mannschaft von Trainer Fritz Langner. Westfalia belegte 1957 den 11. Rang und 1958 den 12. Rang, keine Plätze mit Bezug zur Tabellenspitze im Westen. Was aber beachtlich war, war das Abschneiden in der Rückrunde 1957/58. Mit 18:10 Punkten gehörte das Team vom Stadion am Schloss Strünkede, aus der Bergbaustadt an der Emscher, zu den besten Mannschaften der Westliga. Mit einem 2:1-Auswärtserfolg bei RW Essen beendete Herne am 13. April 1958 die Saison 1957/58 auf dem 12. Rang. Der war zwar für sich alleine betrachtet, nicht angebracht für großen Optimismus, aber die Rückrundenausbeute dagegen schon. Die Herner-Abwehrformation war beim Erfolg in Essen mit Tilkowski im Tor, den zwei Verteidigern Erich Kethler und Kellermann und der Läuferreihe mit Werner Losch, Alfred Pyka und Helmut Benthaus angetreten. In der folgenden Runde sollte sich lediglich mit dem vormaligen Angreifer Willi Overdieck ein Spieler in diese Formation drängen; die Stabilität der Westfalia-Defensive in der Meisterschaftsrunde 1958/59 basierte auf den Grundlagen der erfolgreichen Rückrunde 1957/58. 
Es kamen natürlich noch andere Umstände für die Erfolgsrunde hinzu:
Als Kellermann mit seinen Mannschaftskameraden in der Serie 1958/59 die Meisterschaft im Westen feiern konnte, hatten die 28 Treffer des jungen Mittelstürmers Gerhard Clement einen gehörigen Anteil daran. Aber auch Neuzugang Alex Kraskewitz von Arminia Ickern sorgte für Belebung im Angriff von Westfalia. Somit konnte die defensive Klasse der Langner-Truppe in Verbindung mit dem läuferischen und kämpferischen Vermögen der gesamten Mannschaft, die individuelle Klasse von Torhüter Hans Tilkowski, Mittelläufer Alfred Pyka und Außenläufer Helmut Benthaus optimal zur Geltung bringen. In 30 Rundenspielen in der Oberliga West kassierte Herne beim Meisterschaftsgewinn lediglich 23 Gegentreffer, damit stellten die Blau-Weißen die mit Abstand beste Defensive. Verteidiger Kellermann hatte sich im Laufe der Runde in den Duellen gegen die westdeutsche Spitzenklasse auf den Flügeln, repräsentiert durch Könner wie Helmut Rahn, Bernhard Klodt, Willi Koslowski, Bernhard Steffen, Wolfgang Peters, Jozsef Burjan, Franz Brungs, Hermann Lulka, Theodor Bergmeier, Ernst-Günter Habig und Karl-Otto Marquardt, mehr wie nur bewährt.
In der Endrunde um die deutsche Fußballmeisterschaft 1959 lief er in allen sechs Gruppenspielen gegen Kickers Offenbach, Hamburger SV und Tasmania 1900 Berlin auf. Der Westmeister konnte aber nicht mehr die besten Leistungen aus der Ligarunde abrufen und landete mit 4:8 Punkten lediglich auf dem 3. Rang. Mitspieler Gerd Clement äußerte sich bei Piorr dazu mit folgenden Wahrnehmungen: „Meiner Ansicht nach waren wir ausgebrannt. Fritz Langner hat bis zum Schluss Kondition gebolzt. Sogar in der Endrunde. Einen Tag vor dem Spiel gegen den HSV trainierten wir bei über 30 Grad im Volksparkstadion. Langner zog seinen Konditionsdrill durch: Sechs gegen sechs über den Platz mit festen Pärchen und zwei oder drei Ballkontakten. Man musste unbedingt bei seinem Gegenspieler bleiben und durfte keinen Abstand zulassen. Wenn man zweimal den Ball hatte, brüllte Langner gleich: ‚Er macht das Spiel!‘ ‚Wer deckt ihn?‘ Eine ganze Stunde lang scheuchte er uns über den Platz, und wir waren richtig fertig. Anschließend trainierte der HSV. Die haben sich die Bälle unter den Arm genommen, den Ball untereinander etwas laufen lassen, sich zehn Minuten lang die Bälle aus 30 Metern zugepasst und etwas Torschuss – dann war Feierabend! Bei den Gruppenspielen fehlte uns einfach die Frische und die Spritzigkeit und wir haben oft gespielt, als wenn der Akku leer gewesen wäre.“
Im letzten Jahr der alten erstklassigen Oberliga, 1963/64, erlebte Kellermann den Absturz der Westfalia. Unter Langner Nachfolger Fritz Silken belegte Herne den 14. Rang und wurde nicht in die ab 1963/64 startende Fußball-Bundesliga aufgenommen. Er hatte nochmals in 29 Ligaspielen mitgewirkt und ging mit seinem Verein auch 1963/64 mit in die neue zweitklassige Fußball-Regionalliga West. Am 30. Rundenspieltag, den 11. Mai 1963, bei einem 4:4 gegen Borussia Mönchengladbach, bestritt er sein letztes Oberligaspiel. In der Defensive war der Gastgeber mit Torhüter Tilkowski, den Verteidigern Franz-Dieter Nowak und Kellermann, sowie in der Läuferreihe mit Kurt Gehlisch, Pyka und Engelbert Börger angetreten. 
Durch andauernde Verletzungsfolgen konnte er unter Trainer Hans Hipp im Debütjahr der Regionalliga lediglich noch 18 Spiele für Westfalia Herne bestreiten. Seinen letzten Rundeneinsatz hatte der langjährige Stammverteidiger am 12. April 1964 bei einem 3:3 beim Lüner SV. Vor Torhüter Wolfgang Scheid bildete er mit Kurt Gehlisch und Alfred Pyka die Verteidigung. Kellermann beendete im Sommer 1964 seine höherklassige Spielerlaufbahn.